# Elezioni comunali in Liguria del 2004
Le elezioni comunali in Liguria del 2004 si tennero il 12 giugno (con ballottaggio il 26 giugno).

## Provincia di Genova

### Rapallo
| Candidati                                    | Candidati                       | II turno             | II turno             | I turno | I turno | Liste                                | Voti   | %     | Seggi |
| Candidati                                    | Candidati                       | Voti                 | %                    | Voti    | %       | Liste                                | Voti   | %     | Seggi |
| -------------------------------------------- | ------------------------------- | -------------------- | -------------------- | ------- | ------- | ------------------------------------ | ------ | ----- | ----- |
|                                              | Armando Ezio Capurro ✔️ Sindaco | 6 767                | 51,13                | 3 415   | 18,47   | Circolo Via Libertà                  | 1 482  | 9,24  | 6     |
| Il Gabbiano                                  | Armando Ezio Capurro ✔️ Sindaco | 6 767                | 51,13                | 3 415   | 18,47   | 1 115                                | 6,95   | 4     |       |
| La Nostra Città                              | Armando Ezio Capurro ✔️ Sindaco | 6 767                | 51,13                | 3 415   | 18,47   | 612                                  | 3,82   | 2     |       |
|                                              | Aldo Piccardo                   | 6 469                | 48,87                | 4 931   | 26,67   | Forza Italia                         | 3 231  | 20,15 | 2     |
| Unione dei Democratici Cristiani e di Centro | Aldo Piccardo                   | 6 469                | 48,87                | 4 931   | 26,67   | 679                                  | 4,23   | –     |       |
| Alleanza Nazionale                           | Aldo Piccardo                   | 6 469                | 48,87                | 4 931   | 26,67   | 528                                  | 3,29   | –     |       |
| Seggio di coalizione                         | Seggio di coalizione            | Seggio di coalizione | 48,87                | 4 931   | 26,67   | 1                                    |        |       |       |
|                                              | Nicola Costa                    | Nicola Costa         | Nicola Costa         | 3 254   | 17,60   | Democratici di Sinistra              | 947    | 5,91  | 1     |
| Rapallo 2004                                 | Nicola Costa                    | Nicola Costa         | Nicola Costa         | 3 254   | 17,60   | 891                                  | 5,56   | –     |       |
| La Margherita                                | Nicola Costa                    | Nicola Costa         | Nicola Costa         | 3 254   | 17,60   | 461                                  | 2,87   | –     |       |
| Partito dei Comunisti Italiani               | Nicola Costa                    | Nicola Costa         | Nicola Costa         | 3 254   | 17,60   | 171                                  | 1,07   | –     |       |
| Federazione dei Verdi                        | Nicola Costa                    | Nicola Costa         | Nicola Costa         | 3 254   | 17,60   | 151                                  | 0,94   | –     |       |
| Lista Di Pietro - Occhetto                   | Nicola Costa                    | Nicola Costa         | Nicola Costa         | 3 254   | 17,60   | 90                                   | 0,56   | –     |       |
| Seggio di coalizione                         | Seggio di coalizione            | Seggio di coalizione | Nicola Costa         | 3 254   | 17,60   | 1                                    |        |       |       |
|                                              | Maurizio Roncagliolo            | Maurizio Roncagliolo | Maurizio Roncagliolo | 3 117   | 16,86   | La Tua Rapallo                       | 2 438  | 15,20 | 1     |
| Rapallo Domani                               | Maurizio Roncagliolo            | Maurizio Roncagliolo | Maurizio Roncagliolo | 3 117   | 16,86   | 489                                  | 3,05   | –     |       |
| Seggio di coalizione                         | Seggio di coalizione            | Seggio di coalizione | Maurizio Roncagliolo | 3 117   | 16,86   | 1                                    |        |       |       |
|                                              | Riccardo Cecconi                | Riccardo Cecconi     | Riccardo Cecconi     | 2 908   | 15,73   | Partito della Rifondazione Comunista | 1 335  | 8,32  | –     |
| Rapallo che Vorremmo                         | Riccardo Cecconi                | Riccardo Cecconi     | Riccardo Cecconi     | 2 908   | 15,73   | 618                                  | 3,85   | –     |       |
| Seggio di coalizione                         | Seggio di coalizione            | Seggio di coalizione | Riccardo Cecconi     | 2 908   | 15,73   | 1                                    |        |       |       |
|                                              | Elena Lavagno                   | Elena Lavagno        | Elena Lavagno        | 716     | 3,87    | Nuova Rapallo                        | 667    | 4,16  | –     |
|                                              | Vincenzo Gubitosi               | Vincenzo Gubitosi    | Vincenzo Gubitosi    | 149     | 0,81    | Alleanza per Rapallo                 | 132    | 0,82  | –     |
| Totale                                       | Totale                          | 13 236               | 100                  | 18 490  | 100     |                                      | 16 037 | 100   | 20    |
|                                              |                                 |                      |                      |         |         |                                      |        |       |       |
| Fonte: Ministero dell'interno                |                                 |                      |                      |         |         |                                      |        |       |       |

## Provincia di Imperia

### Imperia
|                                              | Luigi Sappa ✔️ Sindaco | 17 338               | 66,61 | Forza Italia                  | 11 791 | 46,40 | 20 |  |  |
| Alleanza Nazionale                           | Luigi Sappa ✔️ Sindaco | 17 338               | 66,61 | 2 848                         | 11,21  | 4     |    |  |  |
| Unione dei Democratici Cristiani e di Centro | Luigi Sappa ✔️ Sindaco | 17 338               | 66,61 | 2 086                         | 8,21   | 3     |    |  |  |
|                                              | Anna Maria Giuganino   | 7 367                | 28,30 | Democratici di Sinistra - SDI | 4 270  | 16,80 | 7  |  |  |
| La Margherita                                | Anna Maria Giuganino   | 7 367                | 28,30 | 1 335                         | 5,25   | 2     |    |  |  |
| Partito della Rifondazione Comunista         | Anna Maria Giuganino   | 7 367                | 28,30 | 859                           | 3,38   | 1     |    |  |  |
| Federazione dei Verdi                        | Anna Maria Giuganino   | 7 367                | 28,30 | 651                           | 2,56   | 1     |    |  |  |
| Partito dei Comunisti Italiani               | Anna Maria Giuganino   | 7 367                | 28,30 | 195                           | 0,77   | –     |    |  |  |
| Lista Di Pietro - Occhetto                   | Anna Maria Giuganino   | 7 367                | 28,30 | 165                           | 0,65   | –     |    |  |  |
| Seggio di coalizione                         | Seggio di coalizione   | Seggio di coalizione | 28,30 | 1                             |        |       |    |  |  |
|                                              | Umberto Cuoghi         | 1 162                | 4,46  | Lega Nord                     | 1 068  | 4,20  | –  |  |  |
| Seggio di coalizione                         | Seggio di coalizione   | Seggio di coalizione | 4,46  | 1                             |        |       |    |  |  |
|                                              | Bruno Rossi            | 164                  | 0,63  | Forza Nuova                   | 145    | 0,57  | –  |  |  |
| Totale                                       | Totale                 | 26 031               | 100   |                               | 25 413 | 100   | 40 |  |  |
|                                              |                        |                      |       |                               |        |       |    |  |  |
| Fonte: Ministero dell'interno                |                        |                      |       |                               |        |       |    |  |  |

### Sanremo
| Candidati                                    | Candidati                | II turno             | II turno         | I turno | I turno | Liste                                | Voti   | %     | Seggi |
| Candidati                                    | Candidati                | Voti                 | %                | Voti    | %       | Liste                                | Voti   | %     | Seggi |
| -------------------------------------------- | ------------------------ | -------------------- | ---------------- | ------- | ------- | ------------------------------------ | ------ | ----- | ----- |
|                                              | Claudio Borea ✔️ Sindaco | 16 834               | 53,07            | 14 903  | 42,59   | La Città Ideale                      | 4 152  | 12,71 | 6     |
| Democratici di Sinistra - SDI                | Claudio Borea ✔️ Sindaco | 16 834               | 53,07            | 14 903  | 42,59   | 3 177                                | 9,72   | 4     |       |
| Uniti per Sanremo                            | Claudio Borea ✔️ Sindaco | 16 834               | 53,07            | 14 903  | 42,59   | 2 689                                | 8,23   | 4     |       |
| Sanremo Indipendente                         | Claudio Borea ✔️ Sindaco | 16 834               | 53,07            | 14 903  | 42,59   | 1 991                                | 6,09   | 3     |       |
| La Margherita                                | Claudio Borea ✔️ Sindaco | 16 834               | 53,07            | 14 903  | 42,59   | 1 224                                | 3,75   | 1     |       |
| Lista Di Pietro - Occhetto                   | Claudio Borea ✔️ Sindaco | 16 834               | 53,07            | 14 903  | 42,59   | 290                                  | 0,89   | –     |       |
|                                              | Giovanni Rolando         | 14 887               | 46,93            | 16 444  | 46,99   | Forza Italia                         | 9 920  | 30,36 | 7     |
| Alleanza Nazionale                           | Giovanni Rolando         | 14 887               | 46,93            | 16 444  | 46,99   | 3 592                                | 10,99  | 2     |       |
| Unione dei Democratici Cristiani e di Centro | Giovanni Rolando         | 14 887               | 46,93            | 16 444  | 46,99   | 2 289                                | 7,01   | 1     |       |
| Seggio di coalizione                         | Seggio di coalizione     | Seggio di coalizione | 46,93            | 16 444  | 46,99   | 1                                    |        |       |       |
|                                              | Marco Lupi               | Marco Lupi           | Marco Lupi       | 2 295   | 6,56    | Lega Nord (A)                        | 2 135  | 6,53  | 1     |
| Seggio di coalizione                         | Seggio di coalizione     | Seggio di coalizione | Marco Lupi       | 2 295   | 6,56    | 1                                    |        |       |       |
|                                              | Valeria Faraldi          | Valeria Faraldi      | Valeria Faraldi  | 1 086   | 3,10    | Partito della Rifondazione Comunista | 994    | 3,04  | –     |
|                                              | Giovanni Delfino         | Giovanni Delfino     | Giovanni Delfino | 266     | 0,76    | Movimento Sociale Fiamma Tricolore   | 221    | 0,68  | –     |
| Totale                                       | Totale                   | 31 721               | 100              | 34 994  | 100     |                                      | 32 674 | 100   | 30    |
|                                              |                          |                      |                  |         |         |                                      |        |       |       |
| Fonte: Ministero dell'interno                |                          |                      |                  |         |         |                                      |        |       |       |